# Marv Johnson
Marv Earl Johnson (Detroit (Michigan), 15 oktober 1938 – Columbia (South Carolina), 16 mei 1993) was een Amerikaanse r&b- en soulzanger.

## Biografie
Johnson werd geboren in Detroit, Michigan in 1938. Hij begon zijn carrière met zingen bij de doowop-groep de Serenaders, halverwege de jaren 1950. Met ontluikende talenten, niet alleen als zanger, maar ook als songwriter en pianist, werd hij ontdekt door Berry Gordy terwijl Johnson optrad op een carnaval. Gordy had al besloten om zijn eerste platenlabel Motown en Johnsons opname van hun nummer Come to Me was de eerste single van het label, uitgebracht in mei 1959. Het jonge label had geen nationale distributie, dus het nummer werd uitgebracht door United Artists. Het bereikte #30 in de Billboard Hot 100 hitlijst. Johnson schreef vervolgens nog eens vier nummers samen met Gordy. Nadat hij de eerste publicatie voor het label Tamla (Motown) had uitgegeven, werd Johnson gecontracteerd door United Artists. Hij bracht drie albums en verschillende singles uit voor UA, maar bleef opnemen in Motowns eigen studio's in Hitsville USA.
Tussen 1959 en 1961 bracht Johnson negen Billboard Hot 100-singles uit, waaronder twee in de Top 40. De eerste was You Got What It Takes, die #10 bereikte in de Verenigde Staten en #7 in de Britse singleschart. Het verkocht meer dan een miljoen exemplaren en ontving een gouden schijf.
In het Verenigd Koninkrijk bereikte You Got What It Takes #7 in 1960 en zowel I Love the Way You Love als Ain't Gonna Be That Way de Britse hitlijst. I Love the Way You Love bereikte #9. Johnson had zijn laatste Amerikaanse Top 40 single in 1960 met (You've Got To) Move Two Mountains. Er werden ook een miljoen exemplaren van verkocht, wat hem zijn tweede gouden schijf opleverde.
Johnson had veel hits in Australië, met in totaal acht Top 40-hits, waaronder drie hitlijst-toppers. Come to Me werd uitgebracht in Australië bij EMI Musics London Records (net als de meeste van zijn Australische publicaties) en bereikte #16 in de 2UE Top 40 in Sydney. You Got What It Takes was zijn grootste Australische hit en stond in 1960 meer dan 16 weken bovenaan de nationale hitlijsten. Nadat I Love the Way You Love medio 1960 een nationale Top 10-hit werd, vloog Johnson naar Australië om de ondernemer Lee Gordon te ontmoeten, de maker van het radioprogramma The Big Show en speelde Twist It Up in de september Big Show. Bovenaan de lijst stonden Bobby Rydell, Chubby Checker en James Darren met Jackie Wilson, Johnson en Barry Mann. Ze werden ondersteund door Johnny O'Keefe, The Delltones en Col Joye. Lonnie Lee verscheen ook op een Australische tournee van Lee Gordon in 1960 met Marv, Bobby Tyrell en The Everly Brothers.
Johnsons nummers Happy Days en Merry-Go-Round (beide geschreven door Berry Gordy) waren zijn laatste hitlijst-successen voor het United Artists label. Hoewel ze de Amerikaanse Top 40 niet bereikten, presteerden ze goed in de r&b-hitlijsten, met een piek op respectievelijk #7 en #26 in 1961. Verdere belangrijke actie op de hitlijsten bleek ongrijpbaar en zijn contract met United Artists werd uiteindelijk geschrapt. Vervolgens tekende hij opnieuw bij Motown in 1964, waar hij zowel schreef en produceerde als opnamen maakte. Why Do You Want To Let Me Go was zijn eerste Motown-single, nadat hij weer bij het bedrijf kwam, uitgebracht door Motowns Gordy-dochter in mei 1965. Johnsons laatste optreden in de Amerikaanse hitparade was I Miss You Baby (How I Miss You), dat een kleine hit was en #39 bereikte in de r&b-hitlijst in april 1966. Zijn volgende publicatie I'll Pick a Rose for My Rose, uitgegeven in 1968, kwam niet in de hitlijst, het was zijn laatste Amerikaanse single.
In het Verenigd Koninkrijk werd I'll Pick a Rose echter een hit, nadat het begin 1969 #10 bereikte, dankzij zijn populariteit in het northern soul circuit. Motown zocht naar nummers om het album I'll Pick a Rose for My Rose voor de Britse markt te maken, uitgebracht door Tamla Motown in 1969, waarop veel van Johnsons nummers stonden die waren opgenomen sinds hij zich daar had aangemeld halverwege de jaren 1960, waaronder Why Do You Want To Let Me Go, I'm Not a Plaything en I Miss You Baby (How I Miss You). De laatste werd ook heruitgegeven als single door Tamla Motown en was een hit in Groot-Brittannië en bereikte in november 1969 #25 in de Britse hitlijsten. Hij toerde ook door het Verenigd Koninkrijk met Martha Reeves & the Vandellas.
Johnson bleef in de jaren 1970 bij Motown werken aan verkoop en promotie. Hij schreef ook liedjes voor Tyrone Davis en Johnnie Taylor. Hij schreef mee aan de r&b-hit Give Your Baby a Standing Ovation van The Dells, dat in 1973 piekte op #3 op de r&b-hitlijst en #34 in de Hot 100. Johnson bleef tot in de jaren 1970 nummers schrijven bij Motown. Hij verliet uiteindelijk van het label.
Johnson bleef zingen tot in de jaren 1990 en bracht een soloalbum uit op het in Londen gebaseerde Motorcity Records, eigendom van northern soul DJ en Motown-liefhebber Ian Levine. Johnson was een van de eersten en, volgens Levine, een van de meest loyale en dankbare van alle voormalige door hem opgenomen Motown-artiesten. Twee singles werden uitgebracht, By Hook or by Crook in 1988 en Run Like a Rabbit in 1989.
In 2011 werd een compilatiealbum uitgebracht met alle nummers, die Johnson tijdens zijn tweede verblijf in Motown had opgenomen. I'll Pick a Rose for My Rose: The Complete Motown Recordings 1964-1971 was een geautoriseerde heruitgave van zijn Motown-opnamen, uitgebracht onder het Kent Soul label, een Ace Records dochteronderneming die northern soul muziek uitbrengt. De eerste elf nummers zijn van zijn album I'll Pick a Rose for My Rose uit 1969, waaronder het titelnummer, de originele B-kant You Got the Love I Love en I Miss You Baby (How I Miss You). Het bevat ook verschillende niet eerder uitgebrachte nummers, zoals Farewell Is a Lonely Sound (oorspronkelijk opgenomen door Jimmy Ruffin), en monomixen van zijn drie Gordy-singles.
In 2015 werd Marv Johnson opgenomen in de Michigan Rock and Roll Legends Hall of Fame.

## Overlijden
Marv Johnson overleed in mei 1993 op 54-jarige leeftijd aan een beroerte. Hij werd begraven op Woodlawn Cemetery in Detroit. Op zijn grafsteen staat "Motown Pioneer".

## Discografie

### Singles
| Jaar                                                                                             | Single (songwriters)                                                   | Hoogste chartpositie | Hoogste chartpositie | Hoogste chartpositie | Label                  |
| Jaar                                                                                             | Single (songwriters)                                                   | US                   | US R&B               | UK                   | Label                  |
| ------------------------------------------------------------------------------------------------ | ---------------------------------------------------------------------- | -------------------- | -------------------- | -------------------- | ---------------------- |
| 1959                                                                                             | Come to Me (Berry Gordy, Jr. / Marv Johnson)                           | 30                   | 6                    | —                    | Tamla (Motown)         |
| 1959                                                                                             | Come to Me (Berry Gordy, Jr. / Marv Johnson)                           | 30                   | 6                    | —                    | United Artists Records |
| 1959                                                                                             | I'm Coming Home (Berry Gordy jr.)                                      | 82                   | 23                   | —                    |                        |
| 1960                                                                                             | You Got What It Takes (Berry Gordy jr. / Gwen Gordy / Tyran Carlo)     | 10                   | 2                    | 7                    |                        |
| 1960                                                                                             | I Love the Way You Love (Berry Gordy jr. / Mikaljohn)                  | 9                    | 2                    | 35                   |                        |
| 1960                                                                                             | Ain't Gonna Be That Way (A-Side) (Berry Gordy jr. / Marv Johnson)      | 74                   | —                    | 50                   |                        |
| 1960                                                                                             | All the Love I've Got (B-Side) (Bradford / Berry Gordy, Jr. / Holland) | 63                   | —                    | —                    |                        |
| 1960                                                                                             | (You've Got To) Move Two Mountains (Berry Gordy jr.)                   | 20                   | 12                   | —                    |                        |
| 1961                                                                                             | Happy Days (Berry Gordy jr. / T. McKnight)                             | 58                   | 7                    | —                    |                        |
| 1961                                                                                             | Merry-Go-Round (Berry Gordy jr.)                                       | 61                   | 26                   | —                    |                        |
| 1961                                                                                             | How Can We Tell Him?                                                   | —                    | —                    | —                    |                        |
| 1961                                                                                             | Oh, Mary                                                               | —                    | —                    | —                    |                        |
| 1961                                                                                             | Johnny, One Stop                                                       | —                    | —                    | —                    |                        |
| 1962                                                                                             | With All That's in Me                                                  | —                    | —                    | —                    |                        |
| 1962                                                                                             | Let Yourself Go                                                        | —                    | —                    | —                    |                        |
| 1962                                                                                             | Keep Tellin' Yourself                                                  | —                    | —                    | —                    |                        |
| 1963                                                                                             | Another Tear Falls                                                     | —                    | —                    | —                    |                        |
| 1963                                                                                             | Come On and Stop                                                       | —                    | —                    | —                    |                        |
| 1963                                                                                             | Congratulations, You've Hurt Me Again                                  | —                    | —                    | —                    |                        |
| 1963                                                                                             | The Man Who Don't Believe in Love                                      | —                    | —                    | —                    |                        |
| 1965                                                                                             | Why Do You Want to Let Me Go?                                          | —                    | —                    | —                    | Gordy (Motown)         |
| 1966                                                                                             | I Miss You Baby (How I Miss You)                                       | —                    | 39                   | —                    | Gordy (Motown)         |
| 1969                                                                                             | I'll Pick a Rose for My Rose                                           | —                    | —                    | 10                   | Gordy (Motown)         |
| 1969                                                                                             | I Miss You Baby (How I Miss You) (heruitgave VK)                       | —                    | —                    | 25                   | Tamla Motown           |
| 1970                                                                                             | So Glad You Chose Me (alleen VK)                                       | —                    | —                    | —                    | Tamla Motown           |
| 1988                                                                                             | By Hook or by Crook (alleen VK)                                        | —                    | —                    | —                    | Motorcity Records      |
| 1989                                                                                             | Run Like a Rabbit (alleen VK)                                          | —                    | —                    | —                    | Motorcity Records      |
| Dash geeft een single aan die niet in dat gebied is uitgebracht of niet in de chart is gebracht. |                                                                        |                      |                      |                      |                        |

### Albums
- 1960: Marvelous Marv Johnson - United Artists Records
- 1961: More Marv Johnson - United Artists
- 1966: I Believe - United Artists
- 1969: I'll Pick a Rose for My Rose - Motown Records
- 1995: The Very Best - Motor City Recordings - Carlton Home Entertainment
- 2011: I'll Pick A Rose For My Rose - The Complete Motown Recordings 1964-1971 - Kent Soul (Ace Records)

- Bibliothèque nationale de France: cb13978232p (data)
- International Standard Name Identifier: 0000 0000 0333 3100
- Library of Congress Control Number: no2007016151
- MusicBrainz: 4178a66c-8058-45dd-8caa-4d3c9a46d49d
- Virtual International Authority File: 107149106033968490937
- WorldCat: E39PBJgXbkPWt8TyP6CfPY7mBP